# Grzęba (Wleń)
Grzęba (niem. Arnsberg, tuż po wojnie Arniewo) – część miasta Wleń położona na północny wschód od wleńskiej starówki, wzdłuż ulicy Polnej.

## Historia
Dawniej samodzielna wieś i gmina jednostkowa. Od 1945 w Polsce, gdzie ustanowiła gromadę w gminie Bystrzyca (której Grzęba – jako Arniewo – została siedzibą) w powiecie lwóweckim w województwie wrocławskim. W związku z reformą administracyjną kraju jesienią 1954 Grzębę włączono do Wlenia.